# Tetragnatha elongata debilis
Tetragnatha elongata là một phân loài nhện trong họ Tetragnathidae.
Loài này thuộc chi Tetragnatha. Tetragnatha elongata debilis được miêu tả năm 1877 bởi Thorell.